# Theodor Gehr
Theodor Gehr (* 1663 in Christburg, Westpreußen; † März 1707 in Löbenicht) war ein deutscher Pädagoge. In seinem kurzen Leben war er ein Vorkämpfer des Pietismus in Königsberg.

## Leben
Gehr besuchte das Löbenichtsche Realgymnasium. An der Albertus-Universität Königsberg studierte er zunächst Evangelische Theologie, dann Rechtswissenschaft. 1689 wurde er kurfürstlicher Holzkämmerer in Königsberg. Er trat 1693 mit Philipp Jacob Spener und 1697 mit den Hallischen Theologen in Verbindung. Dort zum Pietismus bekehrt, wollte er in Königsberg etwas Ähnliches wie die Franckeschen Stiftungen gründen. Für zunächst vier Mädchen und zwei Jungen errichtete er am 11. August 1698 in seinem Haus auf dem Sackheim ein collegium pietatis, eine Hausschule mit Lateinunterricht. Hinzu kam 1699 die erste Armenschule, die für die Entwicklung des Volksunterrichts bedeutungsvoll wurde. Vor allem dem orthodoxen Luthertum war die pietistische
Privatschule ein Dorn im Auge. 1701 wurde sie anlässlich von Preußens Erhebung zum Königreich als Königliche Schule unter den Schutz von Friedrich I. (Preußen)
gestellt. So erhielt sie den Namen Collegium Fridericianum. Die Hallischen Freunde wiesen Gehr Heinrich Lysius als Direktor zu. 1703 kaufte Gehr das Grundstück am Kollegienplatz. Die theologische Fakultät ernannte ihn zum a.o. Professor. 17 Jahre vor der Vereinigung der drei Städte Königsberg starb Gehr im Alter von 44 Jahren. 